# Barry Venison
Barry Venison, né le 16 août 1964 à Consett (Angleterre), est un footballeur anglais, qui évoluait au poste de défenseur à Newcastle United et en équipe d'Angleterre.
Venison n'a marqué aucun but lors de ses deux sélections avec l'équipe d'Angleterre entre 1994 et 1995.

## Carrière de joueur
- 1981–1986 : Sunderland
- 1986–1992 : Liverpool
- 1992–1995 : Newcastle United
- 1995–1996 : Galatasaray
- 1996–1997 : Southampton  [1],[2]

## Palmarès

### En équipe nationale
- 2 sélections et 0 but avec l'équipe d'Angleterre entre 1994 et 1995

### Avec Sunderland
- Finaliste de la Coupe de la Ligue anglaise en 1985.

### Avec Liverpool
- Vainqueur du Championnat d'Angleterre de football en 1988 et 1990.
- Vainqueur de la Coupe d'Angleterre en 1989 et 1992.
- Vainqueur du Charity Shield en 1986, 1988, 1989 et 1990.
- Vainqueur de la Screen Sport Super Cup en 1986.
- Finaliste de la Coupe de la Ligue anglaise en 1987.

### Avec Newcastle
- Vainqueur du Championnat d'Angleterre de football D2 en 1993.